# مقاطعة سييرا (كاليفورنيا)
مقاطعة سييرا (بالإنجليزية: Sierra County)‏ هي إحدى مقاطعات ولاية كاليفورنيا في الولايات المتحدة الأمريكية.